# シナノキ科

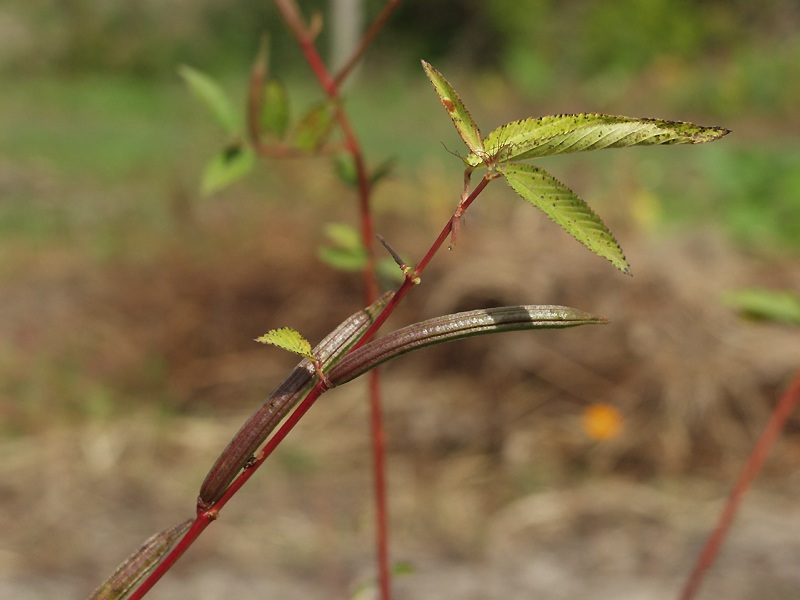
シマツナソ（モロヘイヤ）の果実

シナノキ科（しなのきか、Tiliaceae）は双子葉植物の科のひとつ。50属以上、約450種を含む。

## 特徴
子房上位。がくは4-5枚、花弁は5枚、雄蘂は10本のものが多い。木本あるいは一部草本で、温帯から熱帯にかけ広く分布する。重要なものとしては繊維の原料であるジュート（コウマおよびシマツナソ、食用としてはモロヘイヤ）がある。シナノキやセイヨウシナノキ（シナノキ属）の樹皮も昔は繊維として使われた。セイヨウシナノキ（リンデン）はハーブティーにもされる。 

## 分類
クロンキスト体系など古典的な分類ではアオイ目のなかの独立のシナノキ科としている。しかしAPG植物分類体系では廃止され、従来のパンヤ科、アオギリ科とともにアオイ科に含められている。シナノキ科は多系統であり、2または3系統（亜科）に分けられる（アオイ科を参照）。またかつてシナノキ科ともされたMuntingia（ナンヨウザクラ）など3属3種は独立のナンヨウザクラ科とされている。

### 属
- Ancistrocarpus
- Apeiba
- Asterophorum
- Berrya
- Brownlowia
- ブルレティオデンドロン属 Burretiodendron
- Christiana
- クラッペルトニア属 Clappertonia - クラッペルトニア・フィキフォリア
- Colona
- ツナソ属 Corchorus - シマツナソ、コウマ
- カラスノゴマ属 Corchoropsis（アオギリ科とする説もあった）
- Craigia
- Desplatsia
- Diplodiscus
- Duboscia
- Eleutherostylis
- Entelea
- Erinocarpus
- Glyphaea
- Goethalsia
- ウオトリギ属 Grewia
- Hainania
- Heliocarpus
- Hydrogaster
- Jarandersonia
- Luehea
- Lueheopsis
- Microcos
- Mollia
- Mortoniodendron
- Neotessmannia
- Pentace
- Pentaplaris
- Pseudocorchorus
- Schoutenia
- Sicrea
- Sparmannia
- Tahitia
- Tetralix
- シナノキ属 Tilia - シナノキ、セイヨウシナノキ（リンデン）
- Trichospermum
- ラセンソウ属 Triumfetta
- Vasivaea
- Vinticena

### Corchorus neocaledonicusの位置
ニューカレドニア特産の低木Corchorus neocaledonicus（またはOceanopapaver neocaledonicus）は、雄蕊が多数で葉が細かいなど特殊な形態をもつため分類が議論されてきた（ケシ科、フウチョウソウ科、ハンニチバナ科）が、現在ではシナノキ科ツナソ属に近いとする説が有力である。